# Bermudasignum frankenbergi
Bermudasignum frankenbergi is een pissebed uit de familie Mesosignidae. De wetenschappelijke naam van de soort is voor het eerst geldig gepubliceerd in 2003 door George.